# (2965) Surikov
(2965) Surikov es un asteroide perteneciente al cinturón de asteroides, descubierto el 18 de enero de 1975 por la astrónoma soviética Liudmila Chernyj desde el Observatorio Astrofísico de Crimea (República de Crimea, Rusia).

## Designación y nombre
Designado provisionalmente como 1975 BX. Fue nombrado en homenaje al pintor ruso Vasili Súrikov.